# Уссуйе

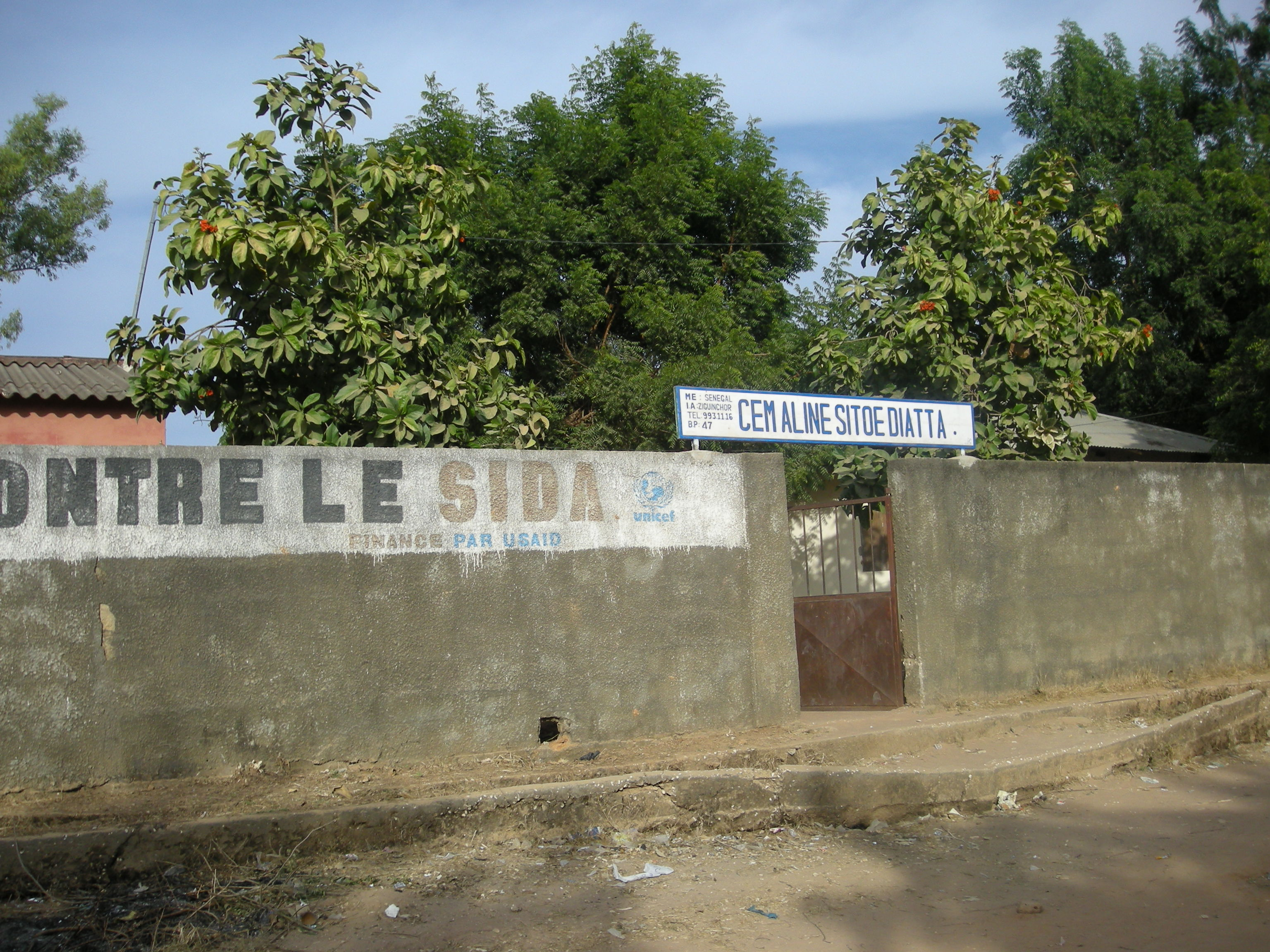
Администрация

Уссуйе или Усуй (фр. Oussouye, диола Usuy) — городок в Нижнем Казамансе, на юге Сенегала.
Городом Уссуйе стал в 1960 году. До этого он принадлежал коммуне Оулуф. Город является центром одноимённого департамента. Первым мэром города был Эдуард Диатта. За ним следуют Виктор Диатта, затем Лей Диоп Диатта, потом Усман Агулубен Дьеду (родился в 1940 году, мэр Уссуйе с 1978 по 1983 год).
Ближайшие населенные пункты — это Лудия Уолоф, Уукоут, Калобоне, Сенгален, Кахинда, Эдиунгу, Джиент, Калунате и Сиганаа (в районе Эюм).
По данным переписи 2002 года, в Уссуйе насчитывалось 4052 жителей. В конце 2007 года, по официальным оценкам, население составляло 4239 человек.
Уссуйе имеет три туристических лагеря и агентство спортивного досуга. Он развивает такие виды спорта, как катание на горных велосипедах и каякинг. Деревенский лагерь Сибендоу был открыт в 1982 году.
Резиденция перфекта Уссуйе является охраняемым историческим объектом.